# 오하이오 삿포로
"오하이오 삿포로"(Ohayo Sapporo)는 한국에서 제작된 김성준 감독의 2011년 멜로/로맨스, 드라마 영화이다. 소이 등이 주연으로 출연하였다.

## 출연

### 주연
- 소이
- 태인호